# Provincia de Kohkiluyeh y Buyer Ahmad
Kohkiluyeh y Buyer Ahmad es una de las 31 provincias de Irán. Situada en el suroeste del país, su capital es Yasuj.

## Historia
La provincia originalmente perteneció como gobernación a la provincia de Juzestán, llevando el nombre de Bovir Ahmadi y Kohkiluyeh. Tras haber sido separada, junto con Lorestán, la provincia mantuvo su nombre hasta 1990, cuando cambió al de Kohkiluyeh y Buyer Ahmad.

## Geografía

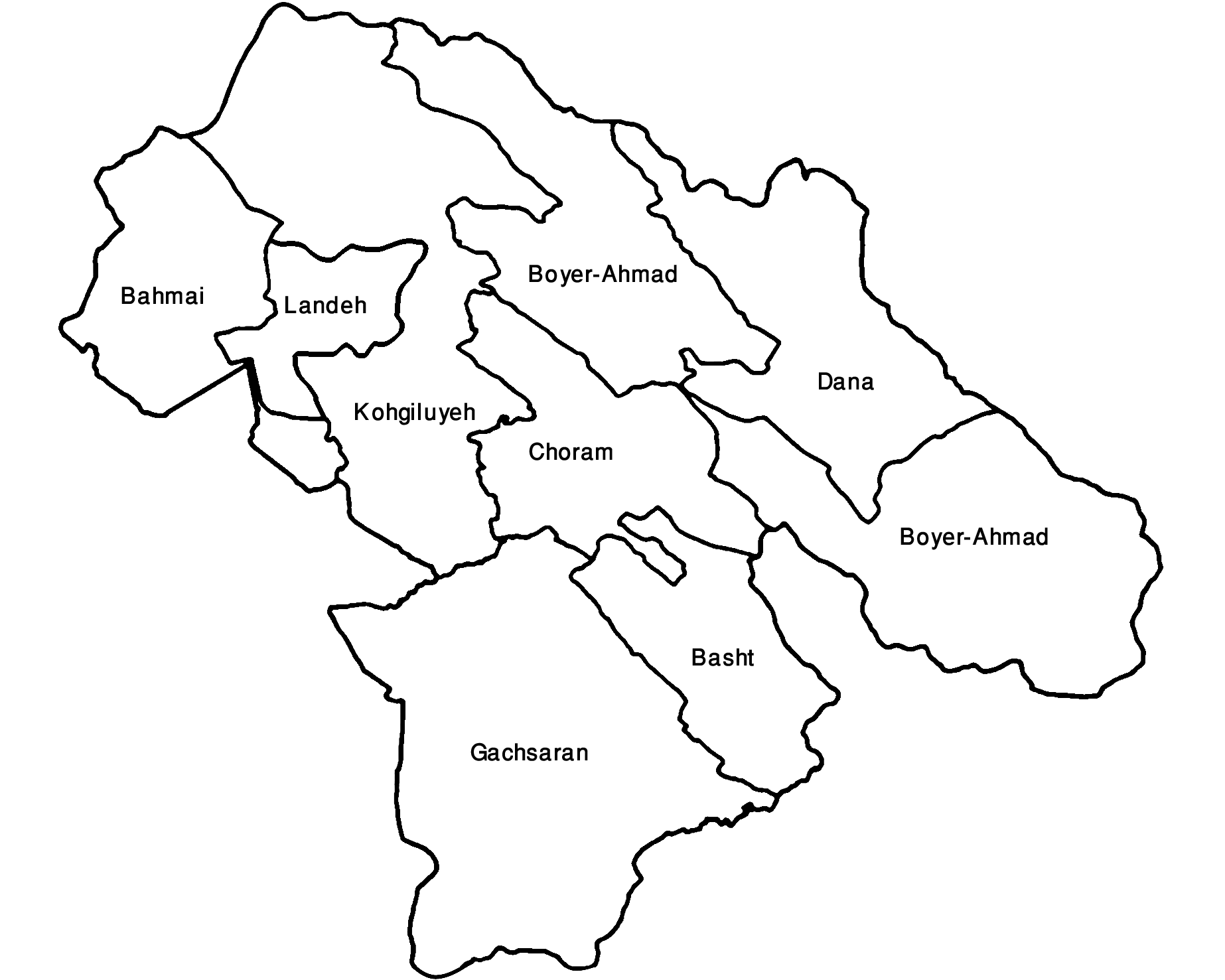
Condados de Kohkiluyeh y Buyer Ahmad

La provincia presenta una superficie predominantemente montañosa, como parte de los montes Zagros.  El punto más alto se encuentra en la cima Dena, con una elevación de 4.409 m s. n. m.  La cadena montañosa de Dena, la cual cuenta con más de 20 cumbres por encima de los 4.000 metros sobre el nivel del mar, está cubierta por bosques de robles.